# Guy Davenport
Guy Mattison Davenport (n. 23 noiembrie 1927, Carolina de Sud, SUA – d. 4 ianuarie 2005, Kentucky, SUA) a fost un scriitor, traducător, ilustrator, pictor și profesor american.

## Biografie
Guy Davenport s-a născut în Anderson, Carolina de Sud, la poalele munților Apalași, pe 23 noiembrie 1927. Tatăl său a fost un agent al agenției de căi ferate expres. Davenport a spus că el a devenit cititor abia la vârsta de 10 ani, când un vecin i-a făcut cadou o carte din seria Tarzan. La vârsta de unsprezece ani, el a început să scrie un ziar al cartierului, desenând toate ilustrațiile și scriind toate poveștile. La 13 ani, el și-a „rupt piciorul drept (la patinaj) și a trebuit să zacă la pat o perioadă”; atunci el a început să citească „cu real interes”, începând cu o biografie a lui Leonardo. El a absolvit școala de timpuriu și s-a înscris la Universitatea Duke la câteva săptămâni după cea de-a șaptesprezecea aniversare. La Universitatea Duke, a studiat arta(cu Clare Leighton) și a absolvit cu o specializare în literatura engleză.
Davenport a fost bursier Rhodes la Colegiul Merton din Oxford din 1948 până în 1950. El a studiat engleza veche cu J. R. R. Tolkien și a scris prima teză de la Oxford despre James Joyce. În 1950, la întoarcerea sa în Statele Unite, Davenport a fost înrolat timp de doi ani în Armata SUA, activând la Fort Bragg în Regimentul 756 Artilerie de Câmp, apoi în Corpul XVIII Aeropurtat. După armată, a predat la Universitatea Washington din St. Louis până în 1955, când s-a înscris la doctorat la Harvard, sub îndrumarea profesorilor Harry Levin și Archibald MacLeish.
Davenport s-a împrietenit cu Ezra Pound în timpul internării poetului în Spitalul St. Elizabeth, vizitându-l anual din 1952 până la externarea lui Pound în 1958 și mai târziu la casa lui Pound din Rapallo, Italia. Davenport a descris o astfel de vizită în anul 1963, în povestea „Ithaka”. Davenport a scris teza sa de doctorat despre poezia lui Pund, publicată cu titlul Cities on Hills în 1983.
După finalizarea doctoratului, a predat la Colegiul Haverford din 1961 până în 1963, dar în curând a obținut un post didactiv la Universitatea din Kentucky, „cea mai îndepărtată ofertă cu cel mai mare salariu”, cum a scris Jonathan Williams. Davenport a predat la Kentucky până când a primit Premiul MacArthur, care a determinat retragerea sa la sfârșitul anului 1990.
Davenport a fost căsătorit pentru scurt timp la începutul anilor 1960. El a dedicat volumul Eclogues (1981) lui „Bonnie Jean” (Cox), tovarășa sa de viață din 1965 până la moartea lui. Alte volume dedicate de Davenport lui Cox sunt Objects on a Table (1998) și The Death of Picasso (2004). Cox a devenit administrator al fondului Guy Davenport.
Într-unul din eseurile sale, Davenport a susținut că a „trăit aproape exclusiv cu salam prajit, supă Campbell și batoane Snickers.”
A murit de cancer pulmonar la 4 ianuarie 2005, în Lexington, Kentucky.

## Lucrări

### Ficțiune
- Tatlin!: Six Stories (Scribner's, 1974) (with illustrations by Davenport)
- Da Vinci's Bicycle: Ten Stories (University of Chicago Press, 1979) (with illustrations by Davenport)
- Eclogues: Eight Stories (North Point Press, 1981) (two stories illustrated by Roy Behrens)
- Trois Caprices (The Pace Trust, 1981) (three stories later collected in The Jules Verne Steam Balloon)
- The Bowmen of Shu (The Grenfell Press, 1984) (limited ed., collected in Apples and Pears)
- Apples and Pears and Other Stories (North Point Press, 1984) (with illustrations by Davenport)
- The Bicycle Rider (Red Ozier Press, 1985) (limited ed., later collected—in a different version—in The Jules Verne Steam Balloon)
- Jonah: A Story (Nadja Press, 1986) (limited ed., later collected in The Jules Verne Steam Balloon)
- The Jules Verne Steam Balloon: Nine Stories (North Point Press, 1987)
- The Drummer of the Eleventh North Devonshire Fusiliers (North Point Press, 1990)
- The Lark (Dim Gray Bar Press, 1993) (limited ed., illustrated by Davenport)
- A Table of Green Fields: Ten Stories (New Directions, 1993)
- The Cardiff Team: Ten Stories (New Directions, 1996)
- Twelve Stories (Counterpoint, 1997) (selections from Tatlin!, Apples and Pears, and The Drummer of the Eleventh North Devonshire Fusiliers)
- The Death of Picasso: New and Selected Writing (Shoemaker and Hoard, 2003) (contains seven essays [three previously uncollected] along with nineteen stories [two previously uncollected] and one play)
- Wo es war, soll ich werden: The Restored Original Text (Finial Press, 2004) (limited ed.)
- "The Davenport Reader" ed. Erik Anderson Reese (Counterpoint, 2013) (A posthumous collection of Davenport's fiction, essays, poems, translations, and notebooks assembled by Erik Reese, a former Davenport student and his literary executor.)

### Traduceri
- Carmina Archilochi: The Fragments of Archilochos (University of California Press, 1964)
- Sappho: Songs and Fragments (University of Michigan Press, 1965)
- Herakleitos and Diogenes (Grey Fox Press, 1979)
- The Mimes of Herondas (Grey Fox Press, 1981)
- Maxims of the Ancient Egyptians (The Pace Trust, 1983) (from Boris de Rachewiltz's Massime degli antichi egiziani, 1954)
- Anakreon (The University of Alabama/ Parallel Editions, 1991)
- Archilochos, Sappho, Alkman: Three Lyric Poets (University of California Press, 1980) (adds Alkman to Carmina Archilochi and Sappho: Songs and Fragments)
- The Logia of Yeshua: The Sayings of Jesus (Counterpoint, 1996) (with Benjamin Urrutia)
- 7 Greeks (New Directions, 1995) (revises and collects the texts—but none of Davenport's drawings—from Carmina Archilochi, Sappho: Songs and Fragments, Herakleitos and Diogenes, The Mimes of Herondas, Anakreon, and Archilochos, Sappho, Alkman)

### Poezie
- Cydonia Florentia (The Lowell-Adams House Printers/Laurence Scott, 1966)
- Flowers and Leaves: Poema vel Sonata, Carmina Autumni Primaeque Veris Transformationem (Nantahala Foundation/Jonathan Williams, 1966; Bamberger Books, 1991) (illustrated by Davenport)
- The Resurrection in Cookham Churchyard (Jordan Davies, 1982)
- Goldfinch Thistle Star (Red Ozier Press, 1983) (illustrated by Lachlan Stewart)
- Thasos and Ohio: Poems and Translations, 1950–1980 (North Point Press, 1986) (includes most of Flowers and Leaves, along with translations of six of the "7 Greeks" and of Rainer Maria Rilke and Harold Schimmel)
- 37 Avenue Samson, Cimetiere Montmartre, (Lexington, KY: The King Library Press, 1985) (a single broadsheet limited edition of 150 copies)

### Bucăți disparate
Davenport a scris introducerile la mai multe cărți:
- Jack Sharpless's Presences of Mind
- Stan Brakhage's Film Biographies
- Will McBride's Coming of Age
- Paul Cadmus's The Drawings of Paul Cadmus (1989)
- Charles Burchfield's Charles Burchfield's Seasons
- Simon Dinnerstein's Paintings and Drawings
- Anne Carson's Glass, Irony, and God
- Jonathan Williams's Palpable Elysium, Ear in Bartram's Tree, Elite/Elate Poems, and tribute to Edward Dahlberg
- Lenard D. Moore's Forever Home
- Paul Metcalf's Collected Works, Volume 1
- Jonathan Greene's tribute to Jonathan Williams, JW/50
- Daniel Haberman's Lug of Days to Come
- Burton Raffel's Pure Pagan: Seven Centuries of Greek Poems and Fragments
- James Laughlin's Man in the Wall
- Vladimir Nabokov's Lectures on Don Quixote
- Ralph Eugene Meatyard's Father Louie and Ralph Eugene Meatyard
- Aperture's monographs on Eudora Welty's and Ralph Eugene Meatyard's photographs
- The University of Virginia's small monograph on Lafcadio Hearn, The Art of Lafcadio Hearn (1983)
- Charles L. Rubin's collection Junk Food (1980)
- Elizabeth Turner Hutton's Americans in Paris (1921–31): Man Ray, Gerald Murphy, Stuart Davis, and Alexander Calder
- Riva Castleman's Art of the Forties
- Ronald Johnson's Ark: The Foundations and Valley of Many-Colored Grasses
- O. Henry's Cabbages and Kings and Selected Stories (which he also edited)
- Davenport's own selection of Louis Agassiz's scientific writings, The Intelligence of Louis Agassiz.

### Comentarii și eseuri
- The Intelligence of Louis Agassiz (Beacon Press, 1963)
- Pennant Key-Indexed Study Guide to Homer's The Iliad (Educational Research Associates, 1967)
- Pennant Key-Indexed Study Guide to Homer's The Odyssey (Educational Research Associates, 1967)
- The Geography of the Imagination: Forty Essays. (North Point Press, 1981)
- Cities on Hills: A Study of I – XXX of Ezra Pound's Cantos (UMI Research, 1983)
- Charles Burchfield's Seasons (Pomegranate Artbooks, 1994)
- The Drawings of Paul Cadmus (Rizzoli, 1989)
- Every Force Evolves a Form: Twenty Essays (North Point Press, 1987)
- A Balthus Notebook (The Ecco Press, 1989)
- The Hunter Gracchus and Other Papers on Literature and Art (Counterpoint, 1996)
- Objects on a Table: Harmonious Disarray in Art and Literature (Counterpoint, 1998)

### Scrisori
- A Garden Carried in a Pocket: Letters 1964–1968, ed. Thomas Meyer (Green Shade, 2004). Selected correspondence with Jonathan Williams
- Fragments from a Correspondence, ed. Nicholas Kilmer (ARION, Winter 2006, 89–129)
- Selected Letters: Guy Davenport and James Laughlin, ed. W. C. Bamberger (W. W. Norton, 2007)
- Questioning Minds: The Letters of Hugh Kenner and Guy Davenport, ed. Edward M. Burns (THE HOPKINS REVIEW, vol. 8, no. 3, Summer, 2015, 338-371)

## Critici, recenzii și interviuri
- Alpert, Barry (ed.). "Guy Davenport / Ronald Johnson". VORT 9, 1976.
- Bawer, Bruce. "Wise guy". Bookforum, April 2005.
- Cahill, Christopher. "Prose" (The Cardiff Team and The Hunter Gracchus). Boston Review, April/May 1997.
- Cohen, Paul. "Art in the Soviet Union: Davenport's Visual Critique in 'Tatlin!'". Mosaic, 1985.
- Cozy, David. "Knowledge as Delight / the fiction of Guy Davenport", RainTaxi, Fall 2002.
- ———. "A Plain Modernist" (The Death of Picasso: New and Selected Writing). The Threepenny Review, Summer 2004.
- ———. "Guy Davenport".  The Review of Contemporary Fiction, Fall 2005.
- Delany, Samuel R.. "The 'Gay Writer' / 'Gay Writing'...?" in Shorter Views: Queer Thoughts & the Politics of the Paraliterary (Wesleyan University Press, 1999).
- Dillon, Patrick. "Dimensions of Erewhon: The Modern Orpheus in Guy Davenport's 'The Dawn in Erewhon'". CUREJ: College Undergraduate Research Electronic Journal (University of Pennsylvania, 2006).
- Dirda, Michael. "Guy Davenport," in Readings: Essays and Literary Entertainments (W.W. Norton, 2000).
- Furlani, Andre. "A Postmodern Utopia Of Childhood Sexuality: The Fiction Of Guy Davenport", in Curiouser: On the Queerness of Children (University of Minnesota Press, 2004).
- ———. Guy Davenport: Postmodernism and After (Northwestern University Press, 2007).
- Mason, Wyatt.  "There Must I Begin to Be: Guy Davenport's Heretical Fictions". Harper's Magazine, April 2004.
- Quartermain, Peter.  "Writing as Assemblage / Guy Davenport" in Disjunctive Poetics (Cambridge University Press, 1992).
- Shannon, John (ed.). "A Symposium on Guy Davenport". Margins 13, August–September 1974.
- Sullivan, John Jeremiah (2002). „Guy Davenport, The Art of Fiction No. 174”. The Paris Review 163.
- Zachar, Laurence.  "L'écriture de Guy Davenport, fragments et fractals". Lille : A.N.R.T. Université de Lille III, 1996.  OCLC: 70116807. (Zachar's thesis is in French, but extensive interview material and letters appear in English in an appendix, 426–488.)